# セント・エリザベス教区
セント・エリザベス教区（セント・エリザベスきょうく、英語: Saint Elizabeth Parish）は、ジャマイカで2番目に大きい教区。コーンウォール郡で、島の南西に位置する。首府ブラック・リバーは、島で最も長い河川のひとつである同名の川（ブラック川）の河口に位置する。
丘陵地帯にはマルーン（逃亡奴隷）のコミュニティであるアコンポンがある。

## 産業
主な産業は観光、農業、ボーキサイト、アップルトン・ラムの酒造工場などの製造業である。

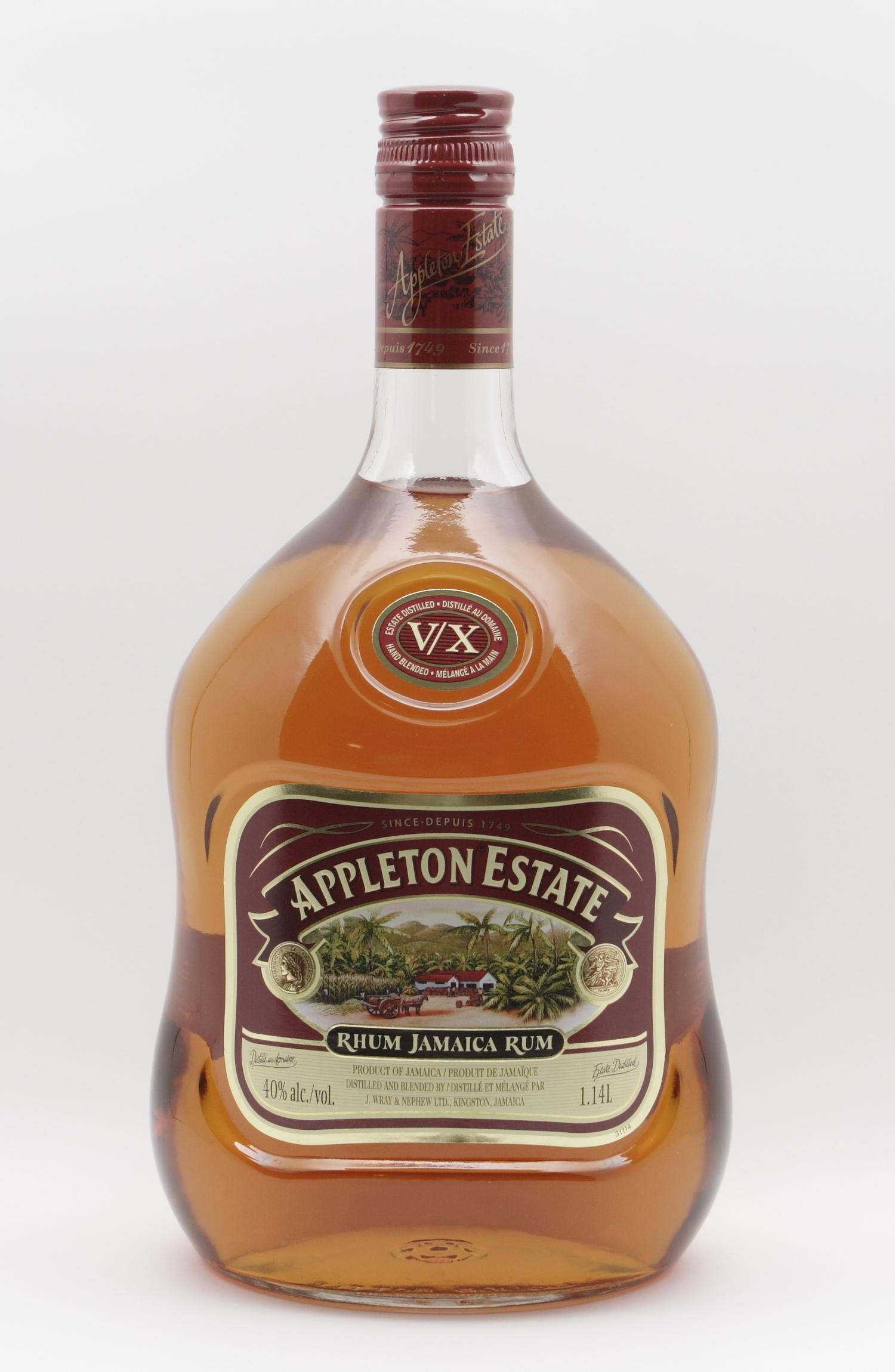
アップルトン・ラム

## 隣接行政区画
- ウェストモアランド教区
- セント・ジェームズ教区
- トレローニー教区
- マンチェスター教区